# Robota górnicza

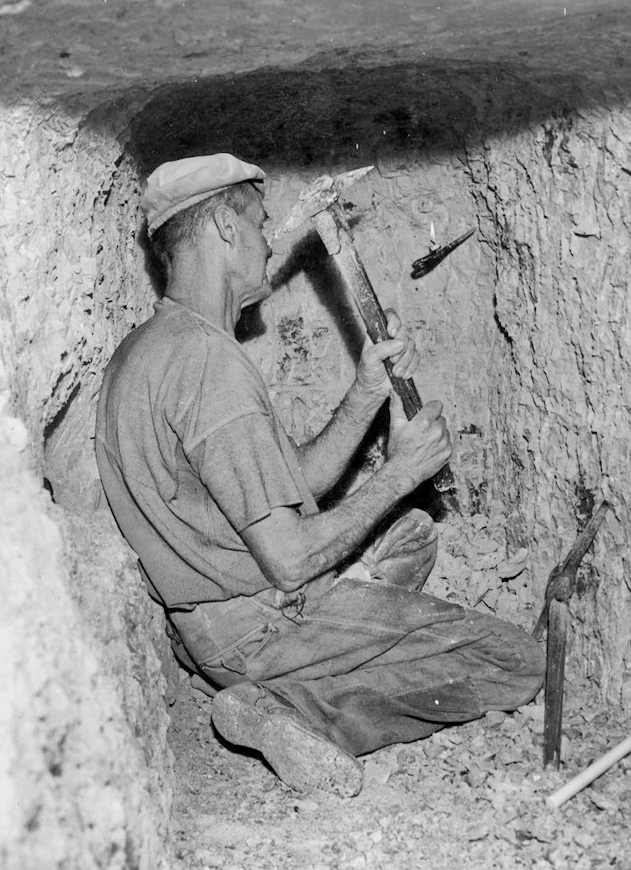
Górnik ręcznie urabiający caliznę

Robota górnicza – wykonywanie, utrzymywanie, zabezpieczanie lub likwidowanie wyrobisk górniczych oraz zwałowanie nadkładu w odkrywkowych zakładach górniczych w związku z działalnością regulowaną przepisami Prawa geologicznego i górniczego (art. 6 ust. 1 pkt 12 PGG). Do robót górniczych zalicza się przede wszystkim drążenie wyrobisk oraz urabianie górotworu.